# Żyły pośladkowe dolne

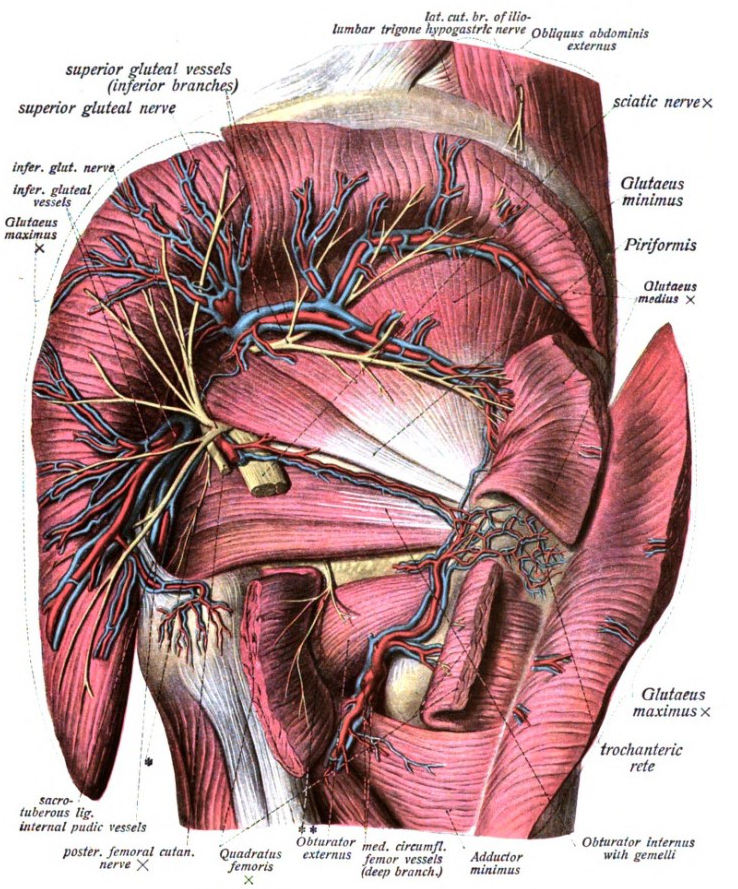
Naczynia i nerwy okolicy pośladkowej

Żyły pośladkowe dolne (łac. venae gluteae inferiores) – w anatomii człowieka głębokie naczynia żylne zbierające krew z okolicy pośladkowej. Powstają w mięśniach pośladkowych i uchodzą do żyły biodrowej wewnętrznej. 
Żyły pośladkowe dolne powstają w mięśniach dolnej okolicy pośladkowej i górnej części uda, po dwie po każdej stronie. Do miednicy wnikają przez otwór podgruszkowaty, dolną część otworu kulszowego większego, otaczając tętnicę pośladkową dolną, której towarzyszą. Wewnątrz miednicy biegną pomiędzy mięśniem gruszkowatym a mięśniem guzicznym i więzadłem krzyżowo-kolcowym. Następnie przechodzą na ogół pomiędzy drugą (S2) a trzecią (S3) gałęzią splotu krzyżowego i biegną do przodu od mięśnia gruszkowatego i splotu krzyżowego oraz przyśrodkowo i ku tyłowi od tętnicy sromowej wewnętrznej, uchodząc do żyły biodrowej wewnętrznej.
Dopływa do nich silna gałąź żylna biegnąca wzdłuż nerwu kulszowego. Tworzą zespolenia z żyłami pośladkowymi górnymi, żyłą przyśrodkową okalającą udo, żyłą przeszywającą pierwszą i drugą. Są w nich obecne zastawki.
Miejsce przejścia żył pośladkowych dolnych między gałęziami nerwowymi jest zmienne. Może ono się znajdować także pomiędzy pierwszą (S1) a drugą (S2) lub pomiędzy trzecią (S3) a czwartą gałęzią (S4) splotu krzyżowego.